# شان وینز
شان ماتیاس وینز (به انگلیسی: Shawn Mathis Wayans) بازیگر آمریکایی و متولد ۱۹ ژانویه ۱۹۷۱ است. وی بیشتر به خاطر حضور در فیلم دختران سفید مشهور است. او برادر مارلون وینز است و در برنامه ی برادران وینز  نیز درخشیده است و به اتفاق یکدیگر در فیلم هایی همچون فیلم ترسناک 1 ، فیلم ترسناک 2 ، مرد کوچک ، یک تهدید نباش ، دختران سفید ایفای نقش کرده اند.